# Aparició de cara i plat de fruites a la platja
Aparició de cara i plat de fruites a la platja és un oli sobre tela del pintor surrealista Salvador Dalí realitzat l'any 1938. Aquest treball pertany a un grup de pintures de Dalí que reflecteixen una il·lusió òptica anomenada imatge doble, múltiple o ambigua.

## Descripció
La pintura està dominada per una representació de peres de pell marró amb el bol de fruites de plata de potes epònimes, que s'assembla un got de vi (específicament un copa). Una il·lusió òptica creada deliberadament de la cara humana ocupa el mateix espai que el plat; els fruits suggereixen pèl ondulat, el bol del plat es converteix en el front, la tija del plat serveix com pont del nas, i el peu del plat es doblega com el mentó. Els ulls de la cara gran, tanmateix, estan formats per objectes de fons situats en la sorra en la vora del bri —més profund en la imatge— en lloc de compartir forma amb el plat de fruites. L'ull dret de la cara és que sembla ser una petxina, i l'ull esquerre de la cara un tros de vaixell o vaixell. Un rostre similar reapareix altres pintures de Dalí, incloent-hi L'enigma infinit. L'escenari és la platja de Cadaqués i les roques del Cap de Creus, que són el teló de fons més habitual del pintor.
Al mig de l'escena, on la sorra de la platja sembla acabar, una petita versió del plat de fruita es pot veure en el sòl amb diverses peres disperses, tot a la mateixa escala que les úniques figures humanes encarnades representades en la pintura. Una segona iteració de la cara apareix més enllà en la distància, només a la dreta del colze de la figura masculina nua; en la mateixa àrea de la pintura, dos gossos estan jugant al llarg d'un camí en la distància. Un d'aquests gossos és en si mateix un ressò de la immensa i il·lusionant figura d'un gos que s'estén de l'esquerra al marge dret de la pintura, amb el coll del gos format per un pont o aqüeducte en el paisatge més enllà. Aquesta repetició de formes és un motiu freqüent en les obres surrealistes de Dalí.
Aparició de cara i plat de fruites a la platja és part de la col·lecció d'Ella Gallup Sumner i Mary Catlin Sumner del Wadsworth Atheneum, Museu d'art a Hartford, Connecticut.